# Amandusmühle
Amandusmühle ist ein Einzelhof in der Gemeinde Durlangen im Ostalbkreis in Baden-Württemberg.

## Beschreibung
Der Ort liegt etwa 1,5 Kilometer südwestlich von Durlangen im Tal der Lein, die in den Kocher fließt.

## Geschichte
Erste Erwähnung findet der Ort im Jahre 1866, vermutlich wurde an der Stelle die erste Mühle als Säge- und Getreidemühle um 1850 errichtet. In früherer Zeit existierte noch ein Mühlkanal. Der Mühlbetrieb wurde 1960 eingestellt und der Mühlkanal verfüllt.